# Чердынская дорога
Черды́нская дорога (Вишерская дорога, Вишерско-Лозьвинский путь) — средневековый широтный маршрут через Северный Урал. Один из двух вариантов Камского речного пути, связывавшего Восточную Европу с улусом Шибана.

## Описание
Чердынская дорога начиналась от Соли Камской, затем шла последовательно против течения по рекам Каме, Вишере мимо города Чердыни и Велс до реки Посьмак. Рядом с истоком Посьмака лежат верховья реки Тальтия, принадлежащей Обскому бассейну, поэтому здесь был волок. Далее путешественники спускались вниз по рекам Ивдель, Лозьва, Тавда и Тобол. В свою очередь, по Тоболу можно было попасть в Иртыш и Обь.
Конкурентами Чердынской дороги являлись ещё один маршрут Камского речного пути — Чусовской путь (Тюменский или Тагильский волок), а также степная «старая Казанская дорога». Преимуществом пути через Чердынь являлось то, что он был ближе к рекам бассейна Северного Ледовитого океана — Северной Двине и Печоре. По этим рекам можно было доставлять сибирскую пушнину в Холмогоры (а после 1584 года — в Архангельск) для продажи на международных рынках.
Путь от Холмогор лежал вверх по рекам Северная Двина, Вычегда до Соли Вычегодской. Далее имелось два варианта. По первому следовало плыть рекой Виледью, затем «Вилецким волоком» на реку Сысола, оттуда через современное село Ужга волоком до Камы у поселения Гайны. По другому варианту можно было подниматься от Вычегды в Нем, далее перебраться волоком в Вишерку, по ней спуститься в Колву, и так приплыть почти к самой Чердыни.
Путь от Печоры шёл по реке Волосница, оттуда волоком до притока реки Берёзовки, впадающей в Чусовское озеро, а из озера вытекает упомянутая ранее река Вишерка.

## История
История Камского пути тянется с глубокой древности. По крайней мере, ещё в VI веке этим путём попадали на Каму сосуды из Государства Сасанидов. Начиная с XII века борьба за обладание Камским путём велась между Волжской Булгарией и Суздальским княжеством. Доступ к пути в Сибирь через Чердынь русские получили после Чердынского похода в 1472 году. Спустя 11 лет Чердынской дорогой был совершён поход в Югру на Пелымское государство князей Фёдора Курбского и Ивана Салтыка Травина.
Чердынский путь выводил путешественников на Искер, и использование русскими этого пути совпало со временем возвышения Искера до статуса столицы Сибирского ханства. После покорения ханства Россия решила закрепить своё присутствие на Чердынском пути постройкой около 1590 года Лозьвинского городка. Базой для освоения русским правительством Сибири была в этот период Чердынь. Однако после открытия в 1597 году более короткой Бабиновской дороги маршрут через Чердынь утратил своё значение, и в следующем году Лозьвинский городок был срыт.